# Sólo de noche vienes
Sólo de noche vienes es una película de drama mexicana de 1965 dirigida por Sergio Véjar y protagonizada por Elsa Aguirre y Julio Alemán, junto a Cosmo Alessio, Rodolfo Landa, Herbert Meneses y Regina Torné. 
La historia gira en torno a un idilio amoroso que ocurre en los días de la Semana Santa. Sólo de noche vienes es un importante registro cinematográfico de la Semana Santa de Guatemala de la década de 1960, aun cuando el equipo y los intérpretes se vieron compelidos a culminar el rodaje en El Salvador.
La censura fue fuerte contra esta película, no solamente por errores como cuando Elsa Aguirre entra en el templo de San Francisco y cuando sale lo hace de la Catedral Metropolitana, sino porque la actriz luce las prendas íntimas en más de una escena y sostiene una tórrida relación con Alemán en la playa a la hora en que las procesiones de Santo Entierro recorren la Ciudad de Guatemala.

## Argumento

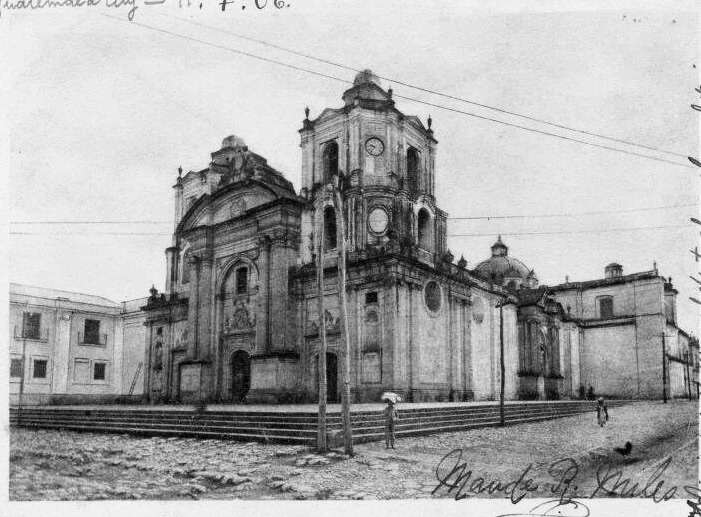
Atrio del templo de La Merced de la Ciudad de Guatemala a principios del siglo xx. En el interior del templo y en el atrio se filmaron las escenas en que Andrés y Remedios coinciden durante la procesión de La Reseña el Martes Santo.

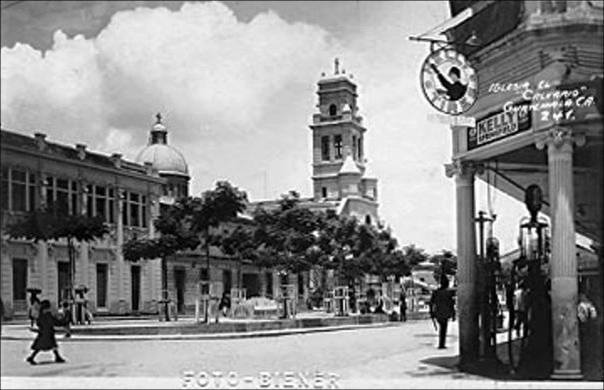
Iglesia de El Calvario de la Ciudad de Guatemala y Dieciocho Calle de la misma ciudad. En este lugar se filmó la escena de la procesión de El Calvario del Viernes Santo.

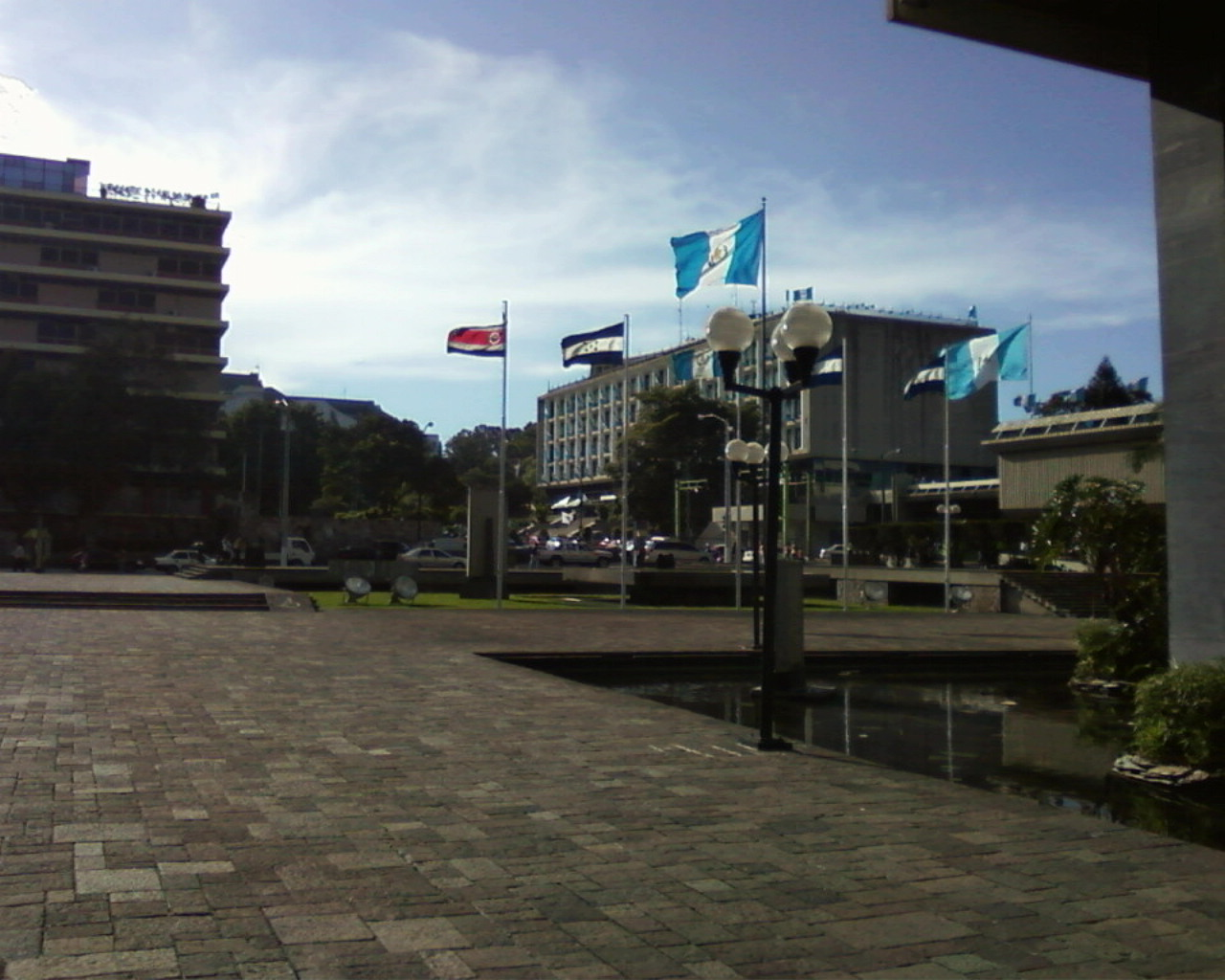
Centro Cívico de la Ciudad de Guatemala en 2010. Se observa la calle en donde se filmó la escena en la que Andrés y Remedios se escapan el Viernes Santo tras abordar el automóvil de Andrés en la calle entre la Municipalidad de Guatemala -a la derecha en la foto- y la sede central del Instituto Guatemalteco de Seguridad Social - a la izquierda-.

Andrés Villalta es un turista mexicano de visita en Guatemala y El Salvador para disfrutar de las procesiones de Semana Santa y conoce a Remedios -una dama de la alta sociedad local y quien pertenece a una familia tradicional católica-, de quien se enamora perdidamente. Aparece entonces Carmen, cuñada de Remedios, y esta se esconde para no ser descubierta.  Luego, cuando Andrés la lleva a su casa en su vehículo deportivo, Remedios le miente diciéndole que su nombre es Carmen -el nombre de su cuñada- y ocultándole que es casada.  De esta forma surge una confusión porque además de lo misterioso del personaje de Remedios para Andrés, la verdadera Carmen cree que Andrés está enamorado de ella por los mensajes que llegan a su nombre. Luego unos días después se encuentran Andrés y Remedios coinciden nuevamente en la procesión de la Reseña de la iglesia de La Merced de la Ciudad de Guatemala, pero no pueden hablar porque Remedios escapa del templo y luego ingresa a las filas de cargadoras de la Dolorosa Mercedaria.  La escena termina con Remedios cargando en la procesión.
Posteriormente Remedios llama telefónica a Andrés y se citan para coincidir en la procesión del Santo Entierro de la Iglesia de El Calvario de la Ciudad de Guatemala. Enseguida, abordan el vehículo de Andrés que está estacionado frente en la avenida que se encuentra entre el Palacio Municipal de la Ciudad de Guatemala y la sede central del Instituto Guatemalteco de Seguridad Social y se van la playa a pasar el resto del día.  Posteriormente regresan, pero ya para ese momento, Marcial -el esposo de Remedios- y los hermanos de esta sospechan del amorío.
Durante la escena final en la que la familia de Remedios en pleno asiste a la procesión de Pésame de la Virgen de la Escuela de Cristo, Andrés ve a Remedios y cuando intenta acercarse a ella los asesinos del esposo de Remedios le disparan a quemarropa y muere en los brazos de Remedios llamándola aún con el nombre de Carmen.
El filme dirigido por Sergio Véjar, se basó en un argumento que la escritora mexicana Elena Garro escribió específicamente para esta película; Garro también colaboró en el guion, junto al productor Manuel Zeceña y el mismo director. La trama presenta el amor imposible de un turista mexicano -Andrés- por una desconocida -Remedios- que aparece y desaparece como si fuera un espíritu o viniera de otra dimensión; Guatemala durante la Semana Santa sirve de perfecto marco al idilio. La elusiva mujer estaba casada con un poderoso personaje local, quien al descubrir su infidelidad, ordena asesinar al iluso enamorado en medio de la procesión religiosa. La última escena contrapone la infinitud del horizonte y lo permanente de lo religioso con la volatilidad del amor. Este argumento fue original Garro para el cine y no fue incluido en su obra literaria.

## Rodaje
La película se filmó en Guatemala y El Salvador y en su momento lo más llamativo del rodaje fue que el productor Manuel Zeceña hubiera logrado reunir a Alemán y Aguirre para esta película pues en esos días la relación entre ambos no era la mejor. En San Salvador se filmaron principalmente las escenas de interiores, en residencias en Santa Tecla y las exclusivas colonias Escalón y San Benito.  Por su parte, las tomas exteriores en atractivos turísticos se filmaron en Puerta del Diablo y Planes de Renderos, también en El Salvador. Debido a que el argumento gira en parte sobre la idea de que Julio Alemán ha llegado para ver las procesiones, éstas se filmaron en Guatemala, razón por la que la película inicia el Domingo de Ramos con la procesión de las palmas (procesión de la burriquita), la película muestra las tradiciones de fe de la época, qué se viven en Guatemala, como los rezos, la procesión de la reseña de la consagrada imagen de Jesús Nazareno de la Merced, que se realiza el martes santo, la procesión de la consagrada imagen de Jesús Nazareno "Cristo rey" de candelaria, que se lleva a cabo el día jueves Santo, mientras la drama del amor pasional   entre los personajes que interpretan Elsa Aguirre y Julio Alemán, se consume en pleno Viernes Santo en las playas de El Salvador, el esposo de Remedios, Marcial (Rodolfo Landa), lleva en hombros  la procesión de santo entierro, del Cristo yacente de los pobres del templo del Calvario, la drama amorosa termina con la procesión de pésame de la virgen de soledad de Escuela de Cristo (Antigua Guatemala) Sábado de Gloria.  Así pues, la película transcurre en una ciudad imaginaria representada alternativamente por San Salvador y Ciudad de Guatemala.

## Banda sonora
La música es obra de Charles Trenet.
El trío salvadoreño «Los Hermanos Cárcamo» interpreta la canción «Te deseo, amor» al principio de la película. Roberto Cárcamo, voz líder del trío, contó en una entrevista en febrero de 2002, que la oportunidad de aparecer en la película surgió cuando Julio Alemán los escuchó en el Hotel El Salvador Intercontinental. 
Otro aspecto musical de la película que se debe resaltar son las marchas fúnebres del pentagrama guatemalteco, música de acompañamiento  de  los cortejos  procesionales en Guatemala y las que formaron parte de la banda sonora de la película, se pueden escuchar como fondo:
Señor pequé de Monseñor Joaquín santa María y vigil.
La Reseña:  Mónico de León 
la marcha fúnebre:  Federico Chopin.
la granadera: anónimo.
Bálsamo es tu nombre: Fabian Rojo.

## Recepción
En Costa Rica, la película fue estrenada en mayo de 1967 y por lo fuerte del tema para la época, fue presentada en una versión censurada y solamente para público mayor de 21 años.

## Reparto
- Elsa Aguirre como Remedios
- Julio Alemán como Andrés Villalta
- Regina Torné como Carmen
- Rodolfo Landa como Marcial (esposo de Remedios)
- Cosmo Alessio
- Herbert Meneses